# 东姑·阿卜杜勒·卡迪尔·卡马鲁丁
东姑·阿卜杜勒·卡迪尔·卡马鲁丁（1877年—1933年）是北大年苏丹国吉兰丹王朝最后一任苏丹。1898年至1902年在位，1902年，泰王朱拉隆功废黜了他，北大年苏丹国自此灭亡，并为北大年府取代。